# لونشابل
لونشابل (Lunchables) هي علامة تجارية للمواد الغذائية والوجبات الخفيفة مصنعة من شركة كرافت هاينز في شيكاغو ، إلينوي وتُسوَق لونشابل كمنتج لشركة اوسكار ماير،  واُنتجت للمرة الأولى في سياتل عام ١٩٨٨ قبل ان تُعرف كمنتج على المستوى المحلي عام ١٩٨٩، وتُصنًع لونشابل منتجاتها في غارلاند ، تكساس، وبعد ذلك توزع في مختلف مناطق الولايات المتحدة.
وفي بريطانيا وايرلندا، يُباع المنتج باسم "دايريلا لونشابل" " تحت قبضة شركة دايريلا، المنشأة بالأساس من شركة "كرافت فود"  ، وحالياً من خليفتها موندليز.

## تاريخ
اوابتكر توم بايلي المنتج بالاسم المميز «لونشابل» وصُمِّمت لونشبار من قبل بوب دراين وتوم بايلي وجيف جيمس وديبورا جوريسو كمخرج لأوسكار لبيع المزيد من لحوم النقانق ولحوم الاغذية الأخرى. بوبعد تنظيم مجموعات تفاكر بمشاركة الامهات الأمريكيات استنتجت الشركة ان شغلهم الشاغل كان الوقت، والامهات ذوي الوظائف بالذات هم الأكثر ضغطاً في وقت الصباح بحكم انهن يجهزون الإفطار للأسرة في الصباح ووجبة غداء للأطفال للمدرسة،  واستوحى درين من ذلك فكرة تصنيع علبة غداء سهلة الحمل بداخلها غذاء من شركة أوسكار ماير، واضافت الشركة الرقائق كبديل عن الخبز لأنها تدوم أطول من الخبز الذي لايمكن تخزينه لوقت طويل في محلات البيع، والجبن المستخدم في المنتج مُقدَم من كرافت بعد اندماج كرافت مع اوسكار ماير عام 1988، واعتمدت الشركة تصميم عبوات الغذاء على شكل عشاء تلفزيوني أمريكي.
وكان للشركة عدة اختيارات لتسمية الوجبة قبل ان تعتمد اسم لونشابل من ضمنها: اون ترايس، كراك ويتشرز، ميني ميلز، لنش كيتز، سناك ابلز، سكوير ميلز، وولك ميلز، قو باك، فن ميلز.

## أنواع لونشابل
وتقدم لونشابل 30 نوعاً مختلفاً من الوجبات الغذائية، مثل البسكويت وقطع الدجاج والبيتزا والنقانق الصغيرة والبرغر الصغير والناتشو والشطائر، وتختلف محتويات علبة الغذاء بحسب نوعها، فمثلاً وجبة البسكويت تحتوي على عدد متساوٍ من البسكويت وشرائح صغيرة من اللحم والجبن، وأنشأت الشركة نوعين من العلب لاستهداف الراشدين وزادت كمية الغذاء في العلبة، والنوع الأول يسمى «الديلوكس» ويحتوي على نوعين من اللحم والجبن وخردل وصلصة نعناع، وأما النوع الآخر فكان «ميكسد اوت» كان يوفر الغذاء الذي في العلبة السائدة ولكن بزيادة 40 بالمئة من الغذاء، ولكن لم تستمر في صنعها ووقفتها بعد فترة قصيرة.
وتُقدِّم الشركة أيضا مجموعة متنوعة من المشروبات والحلويات، وفي وجبات معينة يُقدم مشروب كابري سن سواء بالنكهة العادية وهي البرتقال أو بنكهة مياه رارين، واستُبدلت رارين بكابري سن بعد فترة بسبب مخاوف صحية، وبالنسبة للحلوى فبعض الصناديق تحتوي على حلوى الهلام وبعضها على حلوى البودينغ والبعض الآخر على بدائل الحلوى مثل بسكويت باترفينغر أو أكواب ريس أو اكواب الشوكولاته من ريس، ولاحقاً توقفت الشركة عن توفير اكوب الشوكولاته لانها مسببة للحساسية.

## قلق الآثار الصحية
يحتوي صندوق لونشابل «ميكسد اوت» على 9 جرامات من الدهون المشبعة، وهو تقريباً الاحتياج اليومي للأطفال من و65 جرام من الصوديوم مايعادل (13ملعقة من السكر) وهو الاحتياج اليومي للأطفال، وفيما يتعلق بالتغير في موضوع السكر والدهون، قال جيفري بيبل ، الرئيس التنفيذي السابق لشركة لشركة "فيليب موريس" موريس والمالك السابق لكرافت فود، انه قرأ مقال كُتب فيه «إذا فتحت صندوق غذاء لونشابل فالمنديل هو أكثر شيء صحي».

## التغذية
وسوقت الشركة منتجها على انها وجبة صحية للأطفال عام 1997، وتلقت إثر ذلك على انتقادات لاذعه بسبب ان المنتج يحتوي على نسبة عاليه من الدهون المشبعة والصوديوم، فمثلاً تحتوي الوجبة الواحدة السويسرية من لونشابل على 1780 مليغرام من الصوديوم أي 47% من الاحتياج اليومي الموصى به للبالغين. 
وفي الوقت الذي تزايد فيه القلق من بدانة الأطفال، قررت لونشابل فرع بريطانيا تخصيص صناديق صحية واستبدلت العصائر والحلوى بعصير البرتقال وزبادي الفراولة عام 2004، وقدمت الشركة خيارات متعددة وتختلف عدد السعرات من صندوق لآخر لإرضاء كافة العملاء، ولايزال عصير كابري سن وكوب ريس متوفرين كخيار في لونشابل الأمريكية.
اواعتمدت الشركة 8 أنواع من صناديق الغذاء عام 2007 واستبعدت الصناديق الغير صحية،  لتحل الخيارات الصحية مثل ايرهيدس واكواب الفاكهة وتروبيكال بنش وكولايد مخفض السعرات الحرارية، محل الخيارات السكرية مثل اكواب زبدة الفول السوداني ومشروب الكولا وبسكويت كرانش وحلاوة ام ام وكولايد.

## روابط خارجية
- الموقع الرسمي